# Bride (Parish)

Bride Parish, Isle of Man

Bride (Manx: Breeshey) ist das nördlichste Parish auf der Isle of Man im Sheading Ayre.

## Geografie
Das Parish, benannt nach der Heiligen Brigid, liegt östlich von Andreas und nördlich von Lezayre und grenzt im Norden und Osten an die Irische See. Sie umfasst eine Fläche von etwa 23 Quadratkilometer und enthält das Dorf Bride oder Kirk Bride.
Es gibt eine Reihe von Sandhügeln, die das Parish von Westen bis Point Cranstal im Osten durchziehen, von wo aus man einen guten Blick auf die Berge der Manx sowie auf die schottischen Southern Uplands hat. Ansonsten ist die Gemeinde flach und niedrig gelegen. Die Galloway-Küste ist etwa 29 km entfernt. Am Point of Ayre steht ein 30 m hoher Leuchtturm. Auf alten Karten wird Point Cranstal als „Shellag Point“ bezeichnet.

## Geschichte
Das erste Unterwasser-Telegrafenkabel der Isle of Man zum Festland wurde 1859 von Cranstal nach St Bees an der Cumberland-Küste verlegt. Aufgrund von Schäden durch Gezeitenströmungen wurde das Kabel später nach Port Cornaa verlegt.

## Politik
Das Bride Parish ist Teil des Wahlkreises Ayre & Michael, das zwei Abgeordnete für das House of Keys wählt. Vor 2016 war es im Wahlkreis Ayre.
Das Parish wird verwaltet durch eine Gruppe von Commissionern. Aktueller Kapitän des Parish ist seit 1981 William Daniel Christian.

## Demografie
Die Volkszählung auf der Isle of Man im Jahr 2016 ergab eine Bevölkerung von 382, was einen Rückgang von 5 % gegenüber 2011 von 401 bedeutet. Das bedeutet, dass Bride mit Abstand das am niedrigsten bevölkerte Verwaltungsgebiet auf der Insel ist. Die Gemeinde hat laut der Volkszählung 2011 den höchsten Anteil an Manx-Sprechern auf der Insel (4,49 %).